# Alkanna cappadocica
Alkanna cappadocica är en strävbladig växtart som beskrevs av Pierre Edmond Boissier och Bal. Alkanna cappadocica ingår i släktet Alkanna och familjen strävbladiga växter. Inga underarter finns listade i Catalogue of Life.